# Matti Haapoja
Matti Haapoja (Isokyrö, 16 settembre 1845 – Turku, 8 gennaio 1895) è stato un serial killer finlandese.
Il numero esatto delle sue vittime è sconosciuto. Fu condannato per due omicidi e stava per essere processato per un terzo omicidio quando si suicidò in cella. Può essere collegato ad altri sette casi di omicidio, anche se molti di questi avvennero mentre era in esilio in Siberia e sono scarsamente documentati, quindi il suo coinvolgimento non è certo. Si dice abbia confessato 18 omicidi, ma non c'è certezza della sua confessione. Alcune fonti fissano il numero delle sue vittime tra le 22 e le 25. Aveva anche ferito sei uomini accoltellandoli.

## Gioventù
Haapoja iniziò la sua carriera criminale partecipando a varie risse per poi passare presto ai furti di cavalli. Il primo omicidio di cui si ha notizia lo commise il 6 dicembre 1867, quando accoltellò il compagno di bevute Heikki Impponen durante una rissa. Fu condannato a 12 anni di carcere da scontarsi in una prigione a Turku per l'omicidio. Nei successivi 10 anni evase di prigione 4 volte, passando mesi come latitante dopo ogni fuga. In questo periodo ottenne una grande visibilità come evaso abituale e ladro. La sua fama da rapinatore crebbe dopo che i giornali riportarono che aveva rapinato e sparato ad Esa Nyrhinen il 12 agosto 1876. Più tardi si scoprì che Nyrhinen aveva nascosto Haapoja in casa sua e che i due avevano litigato.

## Omicidi
Come risultato delle evasioni e dei furti, Haapoja fu condannato all'ergastolo nel 1874. Dopo l'ultima evasione, richiese che l'ergastolo fosse commutato in esilio in Siberia. La richiesta fu accettata e fu mandato nell'oblast di Omsk nel 1880. Durante l'esilio, si ritenne che abbia ucciso un uomo nel 1886, per questo fu inviato nella Siberia orientale. Storie mai confermate raccontano di come durante questo periodo Haapoja uccise altri due criminali finlandesi, Juha Antinpoika Leskenantti Anssin Jukka e Kaappo Sutki, storie probabilmente false e non confermate da alcuna prova.
All'incirca nel 1889, Haapoja decise di fuggire dalla Siberia e ritornare in Finlandia. Disse in seguito che intendeva emigrare in America. Raccolse denaro a tal fine con una serie di rapine e omicidi. Probabilmente uccise tre uomini e partecipò all'omicidio di un quarto. Ottenne inoltre un passaporto appartenente a un russo di cui si persero le tracce.
Haapoja tornò in Finlandia nel settembre 1890. Il mese successivo, uccise e rapinò una prostituta, Jemina Salo. Fu catturato a Porvoo un paio di giorni dopo e riconosciuto. Al processo Haapoja si comportò arrogantemente confessando questo omicidio e quelli che commise in Siberia. Sperava che lo rimandassero in Siberia ma la corte per la seconda volta lo condannò all'ergastolo.
Il 10 ottobre 1894, Haapoja provò di nuovo a fuggire di prigione. Durante il tentativo uccise una guardia e ne ferì altre due. Quando capì di non potercela fare, provò a suicidarsi accoltellandosi, ma la ferita non fu fatale. Ciò nonostante, appena si riprese, si impiccò in cella l'8 gennaio 1895. Il suo scheletro fu conservato al Museo del crimine di Vantaa per molto tempo, fino a quando fu seppellito a Ylistaro nel 1995.
Lo scrittore Kaijus Ervasti ha scritto un libro su Matti Haapoja dal titolo Murhamiehen muotokuva – Matti Haapoja 1845–1895 ("Ritratto di un assassino – Matti Haapoja 1845–1895").

## Vittime

### Confermate
- Il contadino Heikki Antinpoika Impponen, accoltellato il 6 dicembre 1867.
- La prostituta Maria Jemina Salo, strangolata l'8 ottobre 1890.
- La guardia carceraria Juho Rosted, accoltellata il 10 ottobre 1894.

### Possibili
- I contadini Matti Heikkilä e Hermanni Hautamäki che furono uccisi a bastonate da un uomo non identificato ad Hämeenkyrö il 15 novembre 1869. Haapoja era nella zona nel periodo degli omicidi e più tardi confessò un omicidio "avvenuto nel novembre 1869".
- Un uomo non identificato ucciso in Siberia nel 1886.
- Un detenuto identificato come "Jaakko H." di Alajärvi, in Finlandia, ucciso in Siberia nel 1888.
- Il barista estone Rugis fu ucciso da Haapoja a Tomsk nel 1889.
- "Rich-Matti" Kuivalainen, ucciso a Tomsk nel 1889.
- Il detenuto estone Gustaf Sepp scomparve senza lasciare traccia a Simonjovka, Siberia, nel 1889, fu visto per l'ultima volta in compagnia di Haapoja.

È possibile che ci siano state più vittime, ma solo queste dieci possono essere identificate come certe o probabili.

### Tentati omicidi
- Brawler Juho Tenkku fu accoltellato all'incirca a Natale del 1866.
- Il contadino Hermanni Hösö fu accoltellato il 6 dicembre 1867.
- I-Sparò al contadino Esa Nyrhinen tre volte (due volte alla gamba, una volta sul volto) il 12 agosto 1876.
- Un contadino identificato come "Koivuniemi da Vähäkyrö" fu accoltellato dopo che Haapoja fu catturato dopo la sua ultima fuga di prigione nel gennaio 1879.
- Le guardie carcerarie Juho Jernvall e Sven Nyman furono accoltellate dopo l'ultimo tentativo di fuga di Haapoja.

| Controllo di autorità | VIAF (EN) 11534077 · ISNI (EN) 0000 0000 3029 2439 · LCCN (EN) n94036135 |